# 37系統
37作戰系統為中華民國海軍接收美軍艾倫·M·桑拿級驅逐艦與基靈I級驅逐艦艦艇之作戰系統。

## 作戰系統概述
此作戰系統原為美國海軍MK37作戰系統（MK37 Fire Direction Radar System），中華民國海軍則稱為37系統。
37作戰系統與武進作戰系統改裝之陽字號驅逐艦區分，被稱為陽春艦。

## 使用艦艇
裝備37系統的陽字號驅逐艦共有三艘：襄陽艦（901）、鄱陽艦（910）、資陽艦（930），以上皆已除役。